# 유관진
유관진(1938년 7월 14일 ~ )은 대한민국의 정치인이다. 제6·7대 오산시장을 역임했다.

## 경력
- 1996.11 ~ 1998.06 제6대 경기도 오산시장
- 1998.07 ~ 2002.06 재7대 경기도 오산시장
- 2002.03.12 자유민주연합 탈당
- 2002.03.18 새천년민주당 입당

## 역대 선거 결과
|  | 0% |

|  | 56.35% |

|  | 27.21% |